# Magariños (Paraguay)
Magariños (también llamado erróneamente como Margariño, Margariños o Magariño) es una localidad paraguaya del departamento de Boquerón, ubicada en el kilómetro 466 de la ruta PY12, a unos 523 km de Asunción.
Actualmente la localidad se encuentra escasamente poblada, contando con unos 170 habitantes aproximadamente y forma parte administrativamente del municipio de Boquerón (Ex Neuland), ubicado a unos 190 kilómetros de distancia.

## Toponimia
Su nombre es en honor al General Manuel Rodríguez Magariños de origen uruguayo, quien exploró la zona del Río Pilcomayo y el Chaco para el gobierno de Bolivia entre 1841 y 1844, con el objetivo de comprobar la navegabilidad del río y asegurar una ruta comercial para las embarcaciones hasta Asunción, pero descubrió que el Pilcomayo no tenía caudal suficiente y dependía mucho de las lluvias en gran parte del año, así que su misión fracasó, llegando más o menos hasta el actual Departamento de Boquerón y luego volviendo a Bolivia, donde fue recibido como un héroe por el gobierno de José Ballivián.
Sus otros nombres de Teniente Primero Manuel Cabello y Teniente Primero Leónidas Escobar Garcete son en honor a oficiales paraguayos que combatieron durante la Guerra del Chaco.

## Historia
Desde 1905 Bolivia empezó a ocupar el Chaco Boreal, que en ese entonces estaba en disputa con Paraguay, creando pequeños fuertes militares conocidos como "fortines". Por lo que Paraguay respondió también creando sus propios fortines en los años siguientes.
En 1912 los bolivianos fundaron el Fortín Magariños Viejo y luego en cercanías de la misma zona el Fortín Magariños Nuevo, en el contexto previo a la Guerra del Chaco (1932 - 1935).
El 10 de febrero de 1934 el ejército paraguayo capturó el Fortín Magariños Viejo y lo renombró como Teniente Primero Manuel Cabello, luego el 16 de febrero de 1934 capturó también el Fortín Magariños Nuevo, que fue renombrado como Teniente Primero Leónidas Escobar Garcete.
A pesar del cambio de nombres de los fortines, la gente prefirió seguir llamando a la zona por su antiguo nombre de Magariños.
En 1935 finalizó la Guerra del Chaco, y en 1938 se firmó el Tratado de paz, amistad y límites entre Bolivia y Paraguay, donde la actual zona de Magariños definitivamente quedó dentro del territorio paraguayo.
Desde la década los 60s empezaron a asentarse los primeros civiles en la zona, ya que hasta entonces en la zona solo vivían militares, misioneros e indígenas. 
Desde 1992 hasta 2021 la localidad formó parte del municipio de Mariscal Estigarribia.  
Luego, desde el 13 de enero de 2021, Magariños pasó a formar parte del distrito de Boquerón (Ex Neuland).

## Geografía
Magariños se ubica en el desvío del kilómetro 466 de la ruta PY12, a orillas de la Cañada La Madrid, el canal artificial paraguayo por donde pasan las aguas del Río Pilcomayo. Al noroeste y norte limita con el Fortín Ayala Velázquez, al noreste con Santa María de los Doce Apóstoles, al este con Virgen de Fátima, al sureste con Fortín General Díaz y Misión San José del Estero. Y al sur, suroeste y oeste con la localidad argentina de Guadalcázar, respectivamente.
| Noroeste: Fortín Ayala Velázquez | Norte: Fortín Ayala Velázquez | Nordeste: Santa María de los Doce Apóstoles             |
| Oeste: Guadalcázar               |                               | Este: Virgen de Fátima                                  |
| Suroeste: Guadalcázar            | Sur: Guadalcázar              | Sureste: Fortín General Díaz Misión San José del Estero |

## Clima
El clima en Magariños es clasificado como semiárido cálido según el sistema Köppen, siendo uno de los climas más hostiles del territorio paraguayo, presentando temperaturas extremas, con máximas que llegan hasta los 46 °C a la sombra en verano y mínimas que llegan hasta los −7 °C en invierno. El verano es húmedo y tiene algunas lluvias, mientras que el invierno es sumamente seco.

## Infraestructura
En la actualidad la infraestructura de la zona es pobre y deficiente, pero aun así cuenta con algunas instituciones públicas como: una escuela, una comisaría, un centro de salud y una oficina de SENACSA (Secretaría Nacional de Calidad y Salud Animal). También cuenta con algunos negocios como: despensas, bodegas, alojamiento, etc.